# 류드밀라 프로카셰바
류드밀라 뱌체슬라보브나 프로카셰바(러시아어: Людми́ла Вячесла́вовна Прока́шева, 1969년 1월 23일~)는 카자흐스탄의 스피드스케이팅 선수로 소련과 카자흐스탄 국가대표 선수로 활동했다. 1995년 세계 올라운드 선수권 대회에서 준우승을 차지했으며, 1996년 세계 종목별 선수권 대회에서 여자 3000m 동메달, 1998년 동계 올림픽에서 여자 5000m 동메달을 획득했다.